# Сандро Пертини
Алесандро (Сандро) Пертини (итал. Alessandro Pertini; Стела, 25. септембар 1896 — Рим, 24. фебруар 1990) био је италијански социјалистички политичар и новинар, те 7. председник Италије од 1978. године до 1985. године.
У песми Тота Кутуња L'italiano се индиректно спомиње као "председник који је партизан".(E un partigiano come presidente)

## Биографија
Рођен је у месту Стела, провинција Савона, као син земљопоседника. Школовао се у салезијанском колеџу у Варацеу и лицеју у Савони. Тамо се упознао с идејама социјализма. Након тога је завршио право на универзитету у Ђенови.
Био је против учешћа Италије у Првом светском рату, али је служио у војсци као поручник и добио неколико одликовања. Године 1918. постао је члан Уједињене социјалистичке партије и настанио се у Фиренци, где је дипломирао на политичким наукама. Тада су га фашисти неколико пута претукли, али није изгубио веру у своја уверења.

### Отпор фашизму
Након што су фашисти убили социјалистичког вођу Ђакома Матеотија, Пертини је још више био уверен у исправност идеја социјализма, те је наставио борбу против фашистичке диктатуре. Био је привремено затворен 1926, али је успео да побегне и деловао у илегали. Напослетку су га ипак ухапсили у Пизи, те је био осуђен на десет година робије.
Казну је служио на острвима Понтине до 1943. године. У затвору је успео да спаси и сачува чувени дневник Антонија Грамшија. Пуштен је месец дана након Мусолинијевог хапшења, након чега се одмах прикључио борцима покрета отпора против нацистичке окупације и марионетске Италијанске социјалне републике. Немци су га заробили и осудили на смрт стрељањем, али су га из затвора извукли његови другови у акцији спашавања. Пертини је након тога отпутовао на север Италије да би учествовао у организовању партизанске борбе.

### Политичка каријера
Рат у Италији завршио је 25. априла 1945. године, а референдумом из 1946. године укинута је краљевина и проглашена Република Италија. Пертини је тада био члан Уставотворне скупштине која је израдила нови устав Републике. У послератним је годинама био истакнути члан и вођа Италијанске социјалистичке партије, те један од најпризнатијих италијанских политичара. Током оловних година у Италији осуђивао је акције екстремне левице и деснице, попут Црвених бригада и операције Гладио, те је бранио идеале републике.
Од 1968. године до 1976. године био је председник Дома посланика Републике Италије, а од 1978. године до 1985. године председник Републике Италије. Функцију доживотног сенатора у италијанском парламенту држао је од 29. јуна 1985. године до смрти. Носилац је многих италијанских и страних одликовања и признања.
Умро је 24. фебруара 1990. године у Риму у 93. години живота.